# Babičky (Babice)
Babičky jsou vesnice a bývalá část obce Babice v okrese Praha-východ, se kterou jsou na západním okraji již neznatelně spojeny novou zástavbou. Nachází se asi 5 km na severovýchod od Říčan, 9 km severně od Mnichovic a 10 km západně od Kostelce nad Černými lesy.

## Doprava
Územím vesnice prochází tyto silnice III. třídy:
- III/11313 Mukařov – Babice
- III/10174 Křenice – Březí – Strašín – Babice – Doubek

### Autobusy
Ve vesnici je jedna autobusová stanice – Babice, Babičky, kde zastavují příměstské autobusové linky Praha, Depo Hostivař – Doubek (v pracovních dnech 15 spojů, o víkendech 4 spoje) (dopravce Dopravní podnik hl. m. Prahy, a.s.) a Mukařov – Doubek – Říčany – Modletice – Jesenice (pouze v pracovních dnech 6 spojů) (dopravce Arriva Praha, s.r.o.).

### Železnice
Železniční trať ani stanice na území obce nejsou. Nejbližší železniční stanicí jsou Říčany ve vzdálenosti 5 km ležící na trati 221 mezi Prahou a Benešovem.

## Turistika

### Cykloturistika
Vesnicí prochází cyklotrasy:
- č. 8206 Babičky –  Doubek – Hradešín – Mrzky – Tismice – Vrátkov
- č. 1 Královice – Křenice – Březí – Babice – Babičky – Mukařov – Žernovka – Štíhlice – Vyžlovka – Jevany – Penčice – Konojedy – Nučice – Oleška – Kouřim – Zásmuky – Kutná Hora

### Pěší turistika
Vesnicí vedou turistické trasy :
- Babice – Babičky – Žernovka – Vyžlovka – Jevany – Kozojedy – Doubravčice – Masojedy – Hradešín – Mrzky – Tismice – Vrátkov – Kostelec nad Černými lesy
- Škvorec – Doubek – Babičky – Mukařov

## Pamětihodnosti
Na okraji lesa nedaleko vesnice se nachází památník postavený v roce 1947 připomínající pobyt vojáků Rudé armády pod velením generála Jeremenka v květnu 1945.